# Pont de Manhattan
El pont de Manhattan (Manhattan Bridge) és un pont penjant de la ciutat de New York sobre l'East River, que connecta la part inferior de l'illa de Manhattan amb el barri de Brooklyn. El pont ja va ser obert al públic el 31 de desembre de 1909 quan encara no era completament acabat. Va costar 31 milions de dòlars de l'època. Va ser acabat el 1912.
El pont té dos nivells de circulació. El nivell superior ofereix quatre vies per als vehicles, dos en cada sentit. Al nivell inferior, hi ha tres vies per als vehicles, quatre vies fèrries per al metro i una via per als vianants. A aquest nivell, el sentit de circulació pot ser modulat segons les necessitats del trànsit: les tres vies en el mateix sentit, o dues vies en un sentit i una al contrari.
La circulació del metro ha estat diverses vegades interrompuda sobre el pont de Manhattan des de 1984. Hi passen dues línies diferents (2x2 vies), conegudes amb els noms de «North tracks» (línia del nord) i «South tracks» (línia del sud). Això és degut principalment a la concepció del pont, que no està ben adaptat al trànsit ferroviari. El passatge dels ramals provoca oscil·lacions que al seu torn malmeten les vies. Aquest tros de la línia del sud ha estat tancat entre 1990 i 2001, el de la línia del nord entre 2001 i 2004.
Característiques:
- abast principal: 448 m
- longitud total: 2090 m
- alçada dels pilars: 102 m
- diàmetre dels cables: 54 cm